# E.164
E.164 (o The international public telecommunication numbering plan) è lo standard definito dall'ITU-T relativo alla numerazione della rete telefonica generale.
La prima revisione dello standard, approvata nel novembre 1988 e denominata Numbering plan for the ISDN era, definisce la lunghezza massima dei numeri telefonici a 15 cifre.
L'RFC 2916 definisce l'utilizzo del Domain Name System per i numeri E.164, che possono essere adoperati su Internet usando il dominio di secondo livello riservato e164.arpa. Il numero viene mappato con un nome a dominio composto dall'inverso delle cifre che lo compongono: per esempio il numero +39-06-1234567891 diventa 1.9.8.7.6.5.4.3.2.1.6.0.9.3.e164.arpa.
Il dominio e164.arpa è attivo in Austria, Repubblica Ceca, Finlandia, Germania, Irlanda, Lituania, Polonia, Romania, Paesi Bassi e Regno Unito.